# Pösing
Pösing là một đô thị ở huyện Cham bang Bayern nước Đức. Đô thị Pösing có diện tích 9,14 km², dân số thời điểm ngày 31 tháng 12 năm 2006 là 977 người.